# ベクロメタゾン
ベクロメタゾン（英:Beclometasone dipropionate）はステロイド系抗炎症薬の一種。主に呼吸器症状の改善に用いられる。

## 小史
1964年に英国グラクソ研究所のエルクスらが、アレン・ハンフリース社において外皮用の副腎皮質ステロイド製剤として開発した。日本では1996年に販売された。1987年に特定フロンが国連環境計画（UNEP）で規制されたため、噴射剤と溶剤の改良により高い肺内到達率を得た。

## 作用機序
一般的な糖質コルチコイドとしての作用、すなわち糖新生、消炎、抗アレルギー作用、好エオジン白血球減少作用を有する。それにより、抗鼻炎、抗鼻閉などの効果を発現する。

鼻腔粘膜に吸収された後、速やかに不活性体に代謝されるため、副腎皮質ホルモンの重篤な副作用である下垂体・副腎皮質系機能の抑制作用は比較的弱いという利点がある。ただし、広い範囲で投与できないという欠点も同時に持ち合わせる。

### 薬物動態
局所投与で使用し、粘膜から吸収されても不活性物質に分解されるまでがとても早いため、全身性の副作用が少ない比較的安全な医薬品である。

## 副作用
ベクロメタゾンの場合、投与経路が気管支や皮膚などの局所に限られている。そのため血中への移行が少なく、副作用の発現頻度や程度も低いとされる。しかし実際には、程度が低いというだけでコルチゾールやプレドニゾロンのそれと種類はほぼ類似する。

- 口腔内 - 口腔カンジダ症、口渇、口内炎、味覚障害、咽喉頭(違和感、異物感など)
- 呼吸器 - 咳、嗄声、呼吸器カンジダ症、肺好酸球増多症、気管支喘息の悪化
- 消化器 - 悪心、食欲不振、嘔吐、下痢、腹痛
- 循環器 - 高血圧、動悸
- 筋肉・骨格 - 関節痛、筋肉痛、脱力感
- 精神神経系 - 頭痛、けん怠感、憂うつ感
- 薬剤アレルギー - じんましんなどの発疹、そう痒、浮腫、紅斑
- その他 - 尿糖、白血球増多、リンパ球減少、尿潜血、コルチゾール減少、鼻血、嗅覚障害

### 慎重投与
以下の症状がある患者には他剤で代用するなど、検討してからの投与が望ましい。
- 感染症の患者 - 免疫抑制作用により、症状の悪化が懸念される。
- 高血圧の患者 - 血圧を上げる作用が確認されているため、循環器症状の発現が懸念される。

インターネットの普及により、手軽に購入することができる薬の一つであるが、医師相談の下で適切な量を服用するのが望ましい。

## 禁忌
ベクロメタゾンの禁忌は以下のようになっている。
- 有効な抗菌剤の存在しない感染症、全身の真菌症の患者
- 本剤の成分に対して過敏症の既往歴のある患者

### 原則禁忌
原則として、以下の疾患がある際には特に必要である場合のみ、ベクロメタゾンの投与は認められない。
- 結核性疾患の患者

### 妊婦、産婦、授乳婦等への投与
妊婦または妊娠している可能性のある婦人には、治療上の有益性が危険性を上回ると判断される場合にのみ投与すること、と各種添付文書に記載されている。なお、マウスによる動物実験では胎児の催奇形作用が報告されている。

### 高齢者、小児への投与
一般には、高齢者は生理機能が低下している場合が多いため、状態を観察しながら慎重な投与すること、となっている。
小児への投与は、長期的に大量に投与すると成長遅延をきたす恐れがある。しかし、他の全身性ステロイド剤よりは可能性は低いとされる。

副作用を防ぐ目的で、特に小児にはうがい、もしくは口腔内をすすぐことを指導される場合がある。

## 処方例
- 乾癬
- 気管支喘息
- 掌蹠膿疱症
- 扁平苔癬
- 湿疹・皮膚炎群
- アレルギー性鼻炎
- 血管運動性鼻炎
- 慢性円板状エリテマトーデス
- びらんまたは潰瘍を伴う難治性口内炎

### 剤形
- 噴霧剤（吸入） - キュバールエアゾール(大日本住友製薬製造販売)
- 噴霧剤（点鼻） - リノコートパウダースプレー・カプセル(帝人ファーマ製造販売)
- 塗布剤 - プロパデルムクリーム・軟膏(協和発酵キリン販売・グラクソ・スミスクライン製造販売)